# Laâyoune-Boujdour-Sakia El Hamra
Laayoune-Boujdour-Sakia El Hamra (arapski: العيون بوجدور الساقية الحمراء) je jedna od 16 regija Maroka i nalazi se na spornom području Saharske Arapske Demokratske Republike. U području regije živi 256.152 stanovnika (stanje iz 2004. godine), na površini od 39,480 km2. Glavni grad je El Aaiun.

## Administrativna podjela
Regija se sastoji od sljedećih provincija:
- Boujdour
- Laâyoune
- Tarfaya

## Gradovi
Veći gradovi u regiji su:
- El Aaiún, Laâyoune: 179,542
- Boujdour, Boujdour: 36,731
- El Marsa, Laâyoune: 10,229
- Tarfaya, Laâyoune: 5,615